# Pristimantis jaimei
Pristimantis jaimei es una especie de anfibio anuro de la familia Craugastoridae.

## Distribución
Esta especie es endémica del departamento de Cauca en Colombia. Habita entre los 1250 y 1500 m sobre el nivel del mar en el lado occidental de la Cordillera Occidental.

## Etimología
Esta especie lleva el nombre en honor a Jaime Ramírez Ávila.

## Publicación original
- Lynch, 1992 : Two new species of Eleutherodactylus from southwestern Colombia and the proposal of a new species group (Amphibia: Leptodactylidae). Journal of Herpetology, vol. 26, n.º 1, p. 53-59.[6]